# 10e cérémonie des Magritte du cinéma
La 10e cérémonie des Magritte du cinéma, organisée par l'Académie André Delvaux, se déroule le 1er février 2020 au Square de Bruxelles et récompense les films sortis entre le 16 octobre 2018 et le 15 octobre 2019.
Présidée par Pascal Duquenne, elle est présentée par Kody, et retransmise en direct sur La Deux.
Les nominations sont annoncées le 8 janvier 2020.
Le film Duelles d'Olivier Masset-Depasse remporte neuf récompenses dont celles du meilleur film, du meilleur réalisateur et de la meilleure actrice,.

## Présentateurs et intervenants
Par ordre d'apparition.
- Julie Gayet, dans une capsule vidéo d'introduction
- Kody, maître de cérémonie
- Pascal Duquenne, président de la cérémonie

- Jean-Claude Van Damme, dans une capsule vidéo, ainsi que dans les vidéos lancées en cas de trop longs discours de la part des gagnants
- Natacha Régnier et José Garcia, pour la remise du Magritte du meilleur espoir féminin et du Magritte du meilleur espoir masculin
- Koen De Bouw, pour la remise du Magritte du meilleur scénario original ou adaptation
- Déborah François, pour la remise du Magritte du meilleur premier film
- Swann Arlaud, pour la remise du Magritte du meilleur montage
- Manu Dacosse, pour la remise du Magritte de la meilleure image
- Achille Ridolfi, Wim Willaert, François Neycken, Stéphanie Van Vyve et Camille Voglaire dans une capsule vidéo « Cinevox »
- Camille Chamoux, pour la remise du Magritte des meilleurs décors
- Farah[Qui ?] et Alain Gossuin, pour la remise du Magritte des meilleurs costumes
- Yannick Renier, pour la remise du Magritte du meilleur court métrage de fiction
- Michèle Noiret, pour la remise du Magritte du meilleur court-métrage d'animation
- Charlie Herscovici (président de la Fondation Magritte), Jaco Van Dormael et Pascal Duquenne, pour la remise du Magritte d'honneur
- Laurence Bibot et Khadja Nin, pour la remise du Magritte de la meilleure musique originale et du Magritte du meilleur son
- Charlie Dupont et Alex Vizorek, pour la séquence humoristique « Tout le monde veut prendre son Magritte », et pour la remise du Magritte du meilleur film flamand
- Stéphane Guillon, pour la remise du Magritte du meilleur acteur dans un second rôle
- Myriam Leroy, pour la remise du Magritte de la meilleure actrice dans un second rôle
- Adil El Arbi, pour la remise du Magritte du meilleur réalisateur
- Amanda Lear, pour la remise du Magritte du meilleur documentaire
- Alice on the Roof, pour l'interprétation d'une reprise de « What a Feeling » lors d'un hommage aux disparus du cinéma belge, et pour la remise du Magritte du meilleur film étranger en coproduction
- Dany Boon, pour la remise du Magritte du meilleur acteur
- Jeanne Balibar, pour la remise du Magritte de la meilleure actrice
- Guillaume Senez, pour la remise du Magritte du meilleur film

## Palmarès

### Meilleur film
- Duelles d'Olivier Masset-Depasse
  - Le Jeune Ahmed de Jean-Pierre et Luc Dardenne
  - Lola vers la mer de Laurent Micheli
  - Nuestras madres de César Díaz
  - Seule à mon mariage de Marta Bergman

### Meilleur réalisateur
- Duelles : Olivier Masset-Depasse
  - Le Jeune Ahmed : Jean-Pierre et Luc Dardenne
  - Lola vers la mer : Laurent Micheli
  - Nuestras madres : César Díaz

### Meilleur film flamand
- De Patrick de Tim Mielants
  - Bastaard de Mathieu Mortelmans
  - Binti de Frederike Migom
  - Cleo d'Eva Cools

### Meilleur film étranger en coproduction
- Sorry We Missed You de Ken Loach
  - Atlantique de Mati Diop
  - Les Frères Sisters de Jacques Audiard
  - Tel Aviv on Fire de Sameh Zoabi

### Meilleur scénario original ou adaptation
- Duelles : Olivier Masset-Depasse
  - Le Jeune Ahmed : Jean-Pierre et Luc Dardenne
  - Lola vers la mer : Laurent Micheli
  - Nuestras madres : César Díaz

### Meilleure actrice
- Duelles : Veerle Baetens
  - Duelles : Anne Coesens
  - Tel Aviv on Fire : Lubna Azabal
  - Un monde plus grand : Cécile de France

### Meilleur acteur
- C'est ça l'amour : Bouli Lanners
  - De Patrick : Kevin Janssens
  - La Miséricorde de la jungle : Marc Zinga
  - Le Grand Bain : Benoît Poelvoorde

### Meilleure actrice dans un second rôle
- Le Jeune Ahmed : Myriem Akheddiou
  - Cleo : Yolande Moreau
  - Emma Peeters : Stéphanie Crayencour
  - Le Jeune Ahmed : Claire Bodson

### Meilleur acteur dans un second rôle
- Duelles : Arieh Worthalter
  - De Patrick : Bouli Lanners
  - Le Grand Bain : Jonathan Zaccaï
  - Le Jeune Ahmed : Othmane Moumen

### Meilleur espoir féminin
- Lola vers la mer : Mya Bollaers
  - Binti : Bebel Baloji
  - Escapada : Raphaëlle Corbisier
  - Le Jeune Ahmed : Victoria Bluck

### Meilleur espoir masculin
- Le Jeune Ahmed : Idir Ben Addi
  - Binti : Baloji
  - Escapada : François Neycken
  - Trois Jours et une vie : Jérémy Senez

### Meilleure image
- Duelles : Hichame Alaouié
  - Les Frères Sisters : Benoît Debie
  - Nuestras madres : Virginie Surdej

### Meilleur son
- Duelles : Olivier Struye, Marc Bastien, Héléna Réveillère et Thomas Gauder
  - Atlantique : Benoît De Clerck, Emmanuel de Boissieu et Michov Gillet
  - Nuestras madres : Emmanuel de Boissieu et Vincent Nouaille

### Meilleurs décors
- Lola vers la mer : Catherine Cosme
  - De Patrick : Hubert Pouille et Pepijn Van Looy
  - The Room : Françoise Joset

### Meilleurs costumes
- Seule à mon mariage : Claudine Tychon
  - De Patrick : Valérie Le Roy
  - Emma Peeters : Gaëlle Fierens

### Meilleure musique originale
- Duelles : Frédéric Vercheval
  - Binti : Fabien Leclercq (Le Motel)
  - Cavale : Dan Klein
  - Lola vers la mer : Raf Keunen

### Meilleur montage
- Duelles : Damien Keyeux
  - Le Jeune Ahmed : Marie-Hélène Dozo
  - Lola vers la mer : Julie Naas

### Meilleur court-métrage de fiction
- Matriochkas de Bérangère Mc Neese
  - Bruxelles-Beyrouth de Thibaut Wohlfahrt et Samir Youssef
  - Detours de Christopher Yates
  - Lucia en el limbo de Valentina Maurel

### Meilleur court-métrage d'animation
- La foire agricole de Stéphane Aubier et Vincent Patar
  - Grand loup & Petit loup de Rémi Durin
  - Nuit chérie de Lia Bertels
  - Sous le cartilage des côtes de Bruno Tondeur

### Meilleur long métrage documentaire
- Mon nom est clitoris de Daphné Leblond et Lisa Billuart-Monet
  - Bains publics de Kita Bauchet
  - By the name of Tania de Mary Jiménez et Bénédicte Liénard
  - Sans frapper de Alexe Poukine

### Meilleur premier film
- Nuestras madres de César Díaz
  - Cavale de Virginie Gourmel
  - Escapada de Sarah Hirtt
  - Pour vivre heureux de Salima Sarah Glamine et Dimitri Linder
  - Seule à mon mariage de Marta Bergman

### Magritte d'honneur
- Monica Bellucci

## Statistiques

### Nominations multiples
10 : Duelles
9 : Le Jeune Ahmed
7 : Lola vers la mer
6 : Nuestras madres
5 : De Patrick
4 : Binti
3 : Escapada - Seule à mon mariage
2 : Atlantique - Cavale - Cleo - Emma Peeters - Le Grand Bain - Les Frères Sisters - Tel Aviv on Fire

### Récompenses multiples
9 : Duelles
2 : Le Jeune Ahmed - Lola vers la mer